# Robert Hungerford (3e baron Hungerford)
Pour les articles homonymes, voir Hungerford.
Robert Hungerford (vers 1429 – 17 mai 1464), 3e baron Hungerford, est un noble anglais.

## Biographie

### Jeunesse et mariage
Né vers 1429, Robert Hungerford est le fils de Robert Hungerford, 2e baron Hungerford, et de son épouse Margaret Botreaux, 4e baronne Botreaux. Vers 1441, il épouse Eleanor Moleyns, fille et héritière de William Moleyns, ce qui lui donne une revendication sur le manoir de Gresham, situé dans le Norfolk. Il est convoqué pour la première fois au Parlement sous le titre de baron Moleyns le 13 janvier 1445 et assiste régulièrement aux sessions parlementaires sous ce titre jusqu'en 1453.  
En rivalité avec John Paston au sujet de Gresham, Robert Hungerford s'en empare le 17 février 1448, sur les conseils de l'homme de loi John Heydon. Après une tentative de médiation de l'évêque de Winchester William Waynflete, John Paston reprend Gresham. Il en est toutefois chassé le 28 janvier 1450 par Robert Hungerford, qui le menace de mort en son absence et s'en prend physiquement à son épouse Margaret Mautby. Finalement, le manoir sera attribué aux Paston après un arbitrage.

### Captivité en France et retour
En octobre 1452, Robert Hungerford accompagne John Talbot, 1er comte de Shrewsbury, en Aquitaine pour reprendre Bordeaux. Fait prisonnier l'année suivante à la bataille de Castillon, il doit acquitter une rançon de 7 996 livres, que sa mère met six ans à rassembler. De retour en Angleterre en 1459, il hérite du titre de baron Hungerford à la suite de la mort son père et reçoit la permission royale d'exporter 1 500 sacs de laine sans avoir à payer de taxe. Il visite la même année Florence.

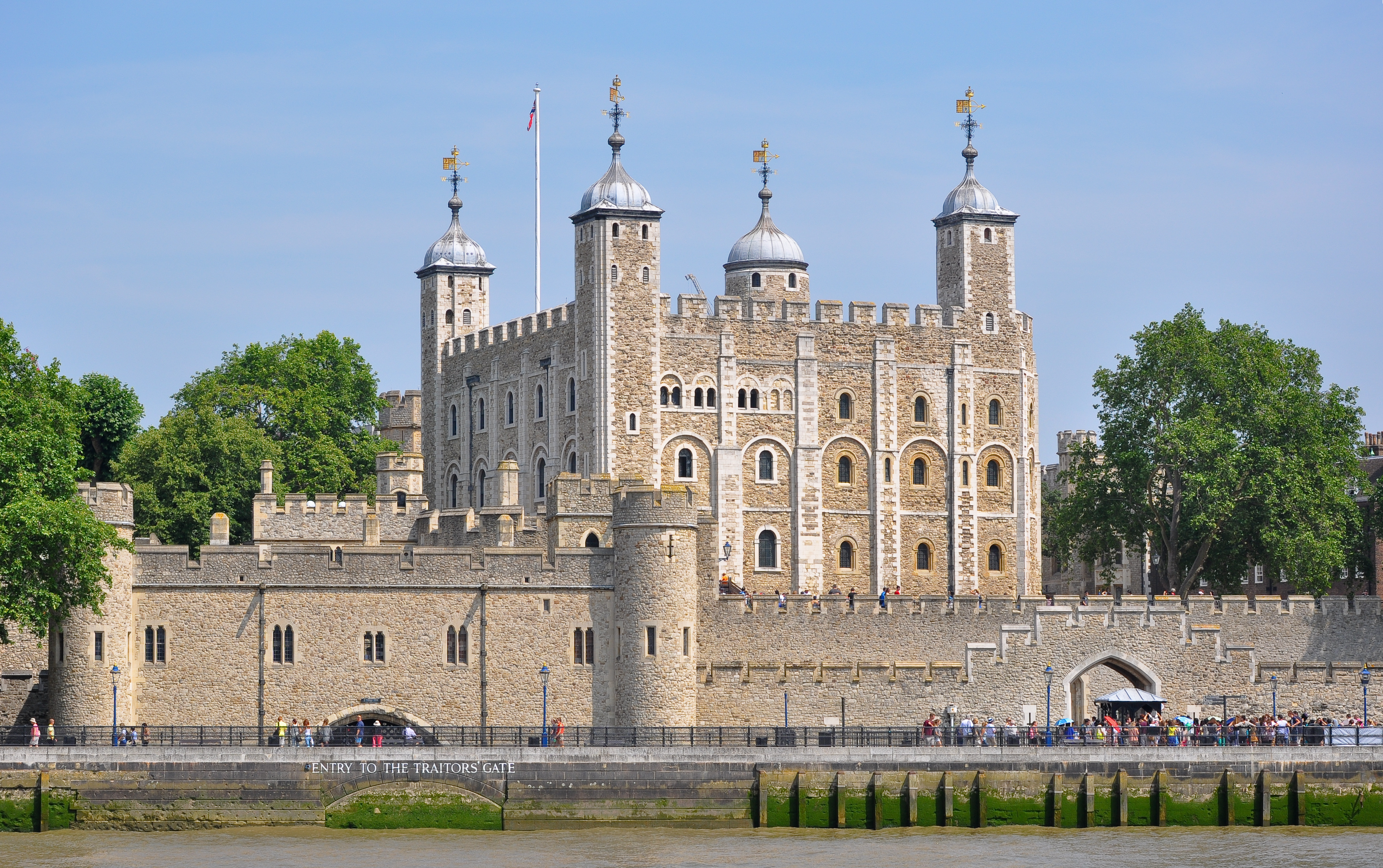
La tour de Londres, défendue par Robert Hungerford et Thomas de Scales contre les forces yorkistes en juillet 1460.

Par la suite, Robert Hungerford s'implique dans la guerre des Deux-Roses du côté de la maison de Lancastre. Entre le 2 et le 19 juillet 1460, il tient avec Thomas de Scales, 7e baron Scales, la tour de Londres face aux assauts de Richard Neville, 5e comte de Salisbury, mais capitule après avoir reçu la promesse de pouvoir quitter la capitale. Le 29 mars 1461, il prend part à la bataille de Towton, puis s'enfuit avec le roi Henri VI et la famille royale en Écosse après la défaite lancastrienne.

### Exil et déchéance
En juin 1461, Robert Hungerford est chargé par Marguerite d'Anjou, l'épouse d'Henri VI, de se rendre en France avec Henri Beaufort, 2e duc de Somerset, auprès du roi Charles VII afin de plaider la cause lancastrienne. Ils arrivent cependant après la mort de Charles VII et sont arrêtés sur ordre de son fils Louis XI le 3 août. Pendant son emprisonnement, Hungerford adresse à Marguerite une lettre, dans laquelle il lui conjure de ne pas perdre espoir. Libéré en octobre 1461, il retourne en Écosse.

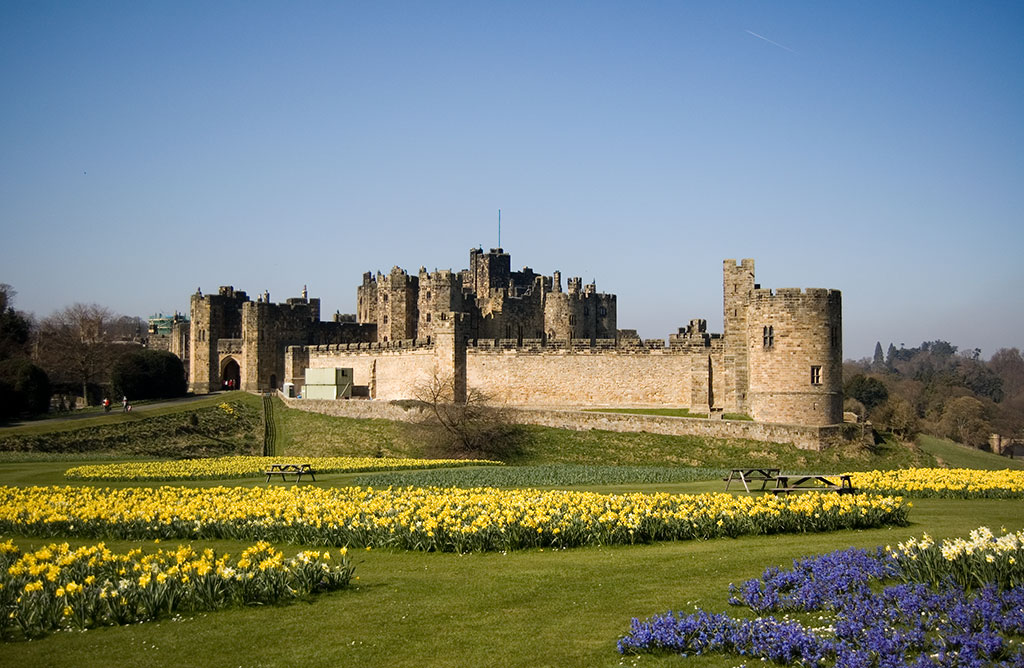
Le château d'Alnwick, que Robert Hungerford défend farouchement face aux assauts yorkistes entre décembre 1462 et janvier 1463.

Déchu de ses titres et biens par le Parlement yorkiste convoqué par Édouard IV le 4 novembre 1461, Robert Hungerford voit l'essentiel de ses possessions attribué le 5 août 1462 à Richard, duc de Gloucester et jeune frère d'Édouard IV. Le reste est confié à John Wenlock, qui est toutefois chargé par Édouard IV que l'épouse et les deux fils d'Hungerford, demeurés en Angleterre après sa fuite à l'issue de la bataille de Towton, reçoivent une pension afin de subvenir à leurs besoins.

### Capture et exécution
Aux côtés de nombreux nobles réfugiés en Éosse, Robert Hungerford prend part à la résistance lancastrienne dans le Nord du royaume. Il accompagne en octobre 1462 l'armée de Marguerite d'Anjou dans le Northumberland et reçoit la garde du château d'Alnwick. Rapidement assiégé par les forces yorkistes, il est ravitaillé par une armée franco-écossaise, mais est contraint d'abandonner la forteresse après le retrait subit des Écossais le 6 janvier 1463 et de s'enfuir.

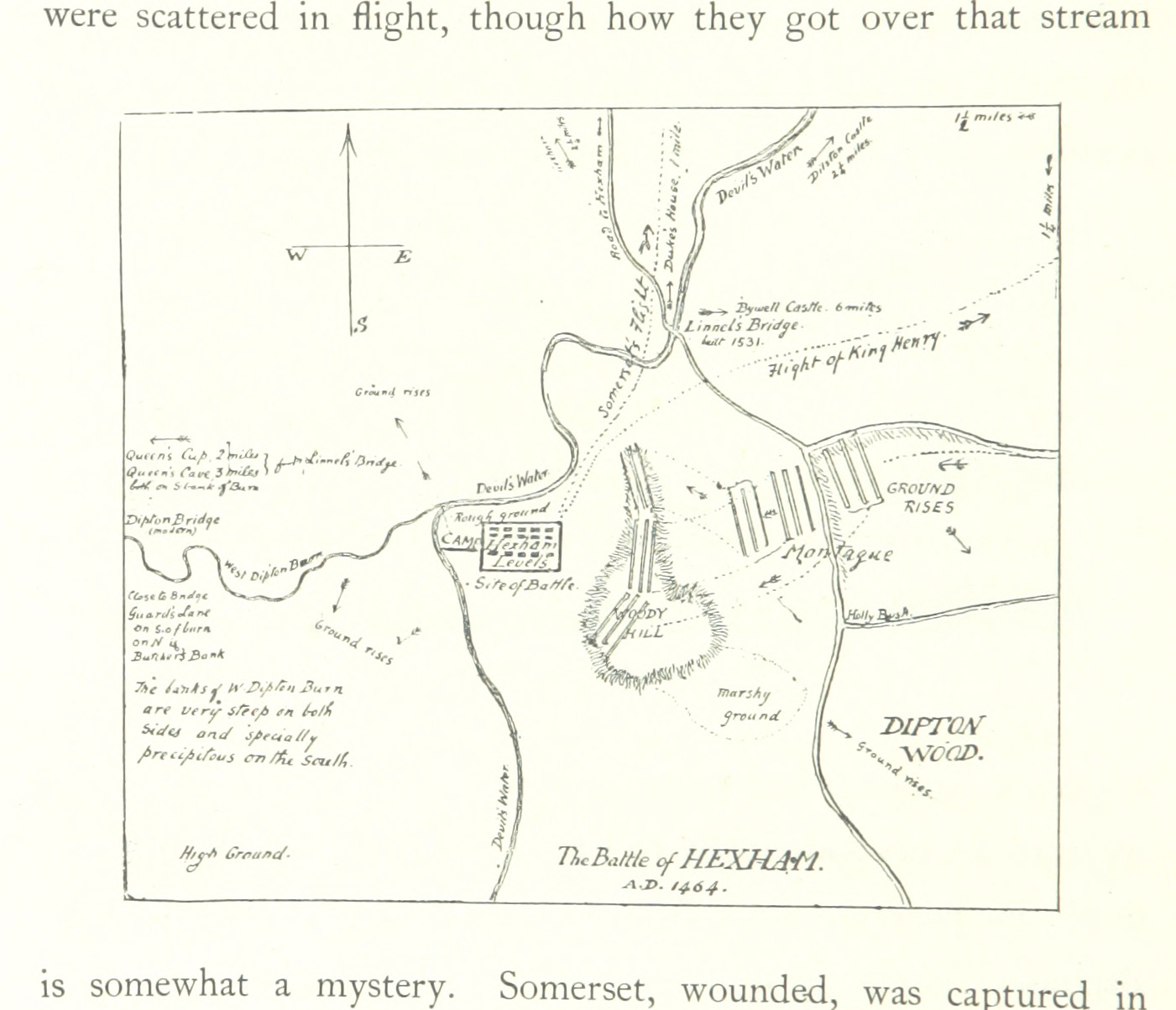
Plan de la bataille de Hexham, à l'issue de laquelle Robert Hungerford trouve la mort.

Après la défection de Ralph Grey en mars 1463, Robert Hungerford reprend possession du château d'Alnwick dont il conserve le contrôle pendant un an. Il figure au sein de l'armée lancastrienne qui est mise en déroute à la bataille de Hedgeley Moor le 25 avril 1464, puis vaincue à celle de Hexham le 15 mai suivant. Capturé le lendemain des combats dans un bois environnant, il est exécuté le 17 mai 1464 à Newcastle pour haute trahison, avant d'être inhumé à la cathédrale de Salisbury.

## Descendance
De son mariage avec Eleanor Moleyns sont issus deux fils :
- Thomas Hungerford (mort le 17 janvier 1469), épouse Anne Percy ;
- Walter Hungerford (mort en 1516), épouse Jane Bulstrode.